# Stanislava Staša Zajović
Stanislava Staša Zajović (n. 1953, Nikšić, RFP Iugoslavia⁠(d)) este o feministă transnațională și activistă pentru pace. Ea este cofondatoarea și coordonatoarea mișcării Femei în negru (Women in Black) din Belgrad, Serbia.

## Biografie
S-a născută în 1953 în Nikšić, Iugoslavia, astăzi Muntenegru. A absolvit spaniola și italiana la Universitatea din Belgrad și s-a alăturat mișcării feministe în anii 1980 la Belgrad.
Ea este implicată în multe activități feministe, de la organizarea de acțiuni de stradă până la munca cu refugiați, femei etc. Ea a inițiat mai multe rețele de femei, precum Women's Peace Network, Rețeaua internațională de solidaritate a femeilor împotriva războiului/Rețeaua internațională a Femeilor în negru, Rețeaua de obiectori de conștiință și antimilitarism din Serbia, Coaliția pentru un stat laic etc.
Ea a organizat numeroase activități educaționale axate pe drepturile omului ale femeilor, politica de pace a femeilor, solidaritatea interetnică și interculturală, femeile și puterea, femeile și antimilitarismul. Ea a jucat un rol esențial în extinderea rețelei Women in Black din lume. De exemplu, în cartea sa Mujeres en pie de paz, Carmen Magallón relatează că vizita lui Staša în Spania în 1993, ideile și angajamentul ei, au influențat crearea grupului Women in Black în această țară.
Staša Zajović este autoarea a numeroase eseuri, articole și suplimente în mass-media locală, regională și internațională, reviste și publicații despre femei și politică, drepturi reproductive, război, naționalism și militarism, rezistența femeilor la război și antimilitarism (1992-prezent) .
În 2017, Staša Zajović a semnat Declarația privind limba comună a croaților, sârbilor, bosniacilor și muntenegrenilor.
Ea a făcut parte din reprezentanța Femei în negru la evenimentele de comemorare a victimelor masacrului de la Vukovar (în Croația) și a ținut un discurs la protestul care a marcat aniversarea începerii războiului în Bosnia, în care  a subliniat lipsa de vizibilitate a acestor evenimente, victime și a procesării crimelor de război.
Ea a fost nominalizată și a câștigat o serie de premii și onoruri. Printre acestea se numără următoarele: Premiul Mileniului pentru Pace - pentru Femei, Cetățean de onoare al orașului Tutin⁠(d), Cetățean de onoare al orașului Granada etc. Ea a fost nominalizată la Premiul Nobel pentru pace în cadrul campaniei 1.000 de femei pentru Premiul Nobel pentru pace în 2005, iar în 2005 și 2007 a fost nominalizată ca Persoana Anului de către cotidianul Danas din Belgrad.